# جوردن بنتلي
جوردن بنتلي (بالإنجليزية: Jordan Bentley)‏ (30 أبريل 1999 في المملكة المتحدة - ) هو لاعب كرة قدم بريطاني في مركز الدفاع. لعب مع نادي بليموث أرجايل.

## وصلات خارجية
- جوردن بنتلي على موقع قاعدة بيانات كرة القدم.إي يو (الإنجليزية)
- جوردن بنتلي على موقع Soccerway.com (الإنجليزية)